# Spanischer Frosch
Der Spanische Frosch (Rana iberica) gehört innerhalb der Ordnung der Froschlurche zur Familie der Echten Frösche und ebenso zur Gattung der Echten Frösche. Außerdem wird er nach Aussehen, Lebensweise und Verwandtschaftsbeziehungen zum Formenkomplex der Braunfrösche gerechnet. Die Art ist ausschließlich im Nordwesten der Iberischen Halbinsel anzutreffen.

## Merkmale
Der Spanische Frosch hat eine Körperlänge von 30 bis 70 mm, wobei die Männchen kleiner als die Weibchen bleiben und auch diese nur selten die Maximalgröße erreichen. Es handelt sich um einen kleinen und schlanken Braunfrosch mit kurzer, runder Schnauze und langen Beinen. Die Rückenfärbung ist variabel bräunlich, dunkeloliv oder grau mit schwarzen und hellen, unscharfen Flecken. Die Bauchseite ist weißlich mit dunklen Flecken, die Kehle dunkel marmoriert mit heller Mittellinie oder auch zeichnungslos weiß. Die Haut ist glatt mit deutlichen, weit auseinanderliegenden Drüsenleisten. Die Schwimmhäute zwischen den Füßen reichen fast bis an die Zehenspitzen. Der erste und der zweite Finger sind nahezu gleich lang. Die Männchen besitzen keine Schallblasen.
Bei nach vorn gelegtem Hinterbein reicht das Fersengelenk über die Schnauzenspitze hinaus, wodurch die Art vom Grasfrosch (R. temporaria) unterscheidbar ist. Zu den sehr ähnlichen Arten gehören auch der Pyrenäenfrosch (R. pyrenaica), der nur in einem sehr kleinen Gebiet der Pyrenäen an der spanisch-französischen Grenze vorkommt, sowie der Springfrosch (R. dalmatina).

## Verbreitung und Lebensraum

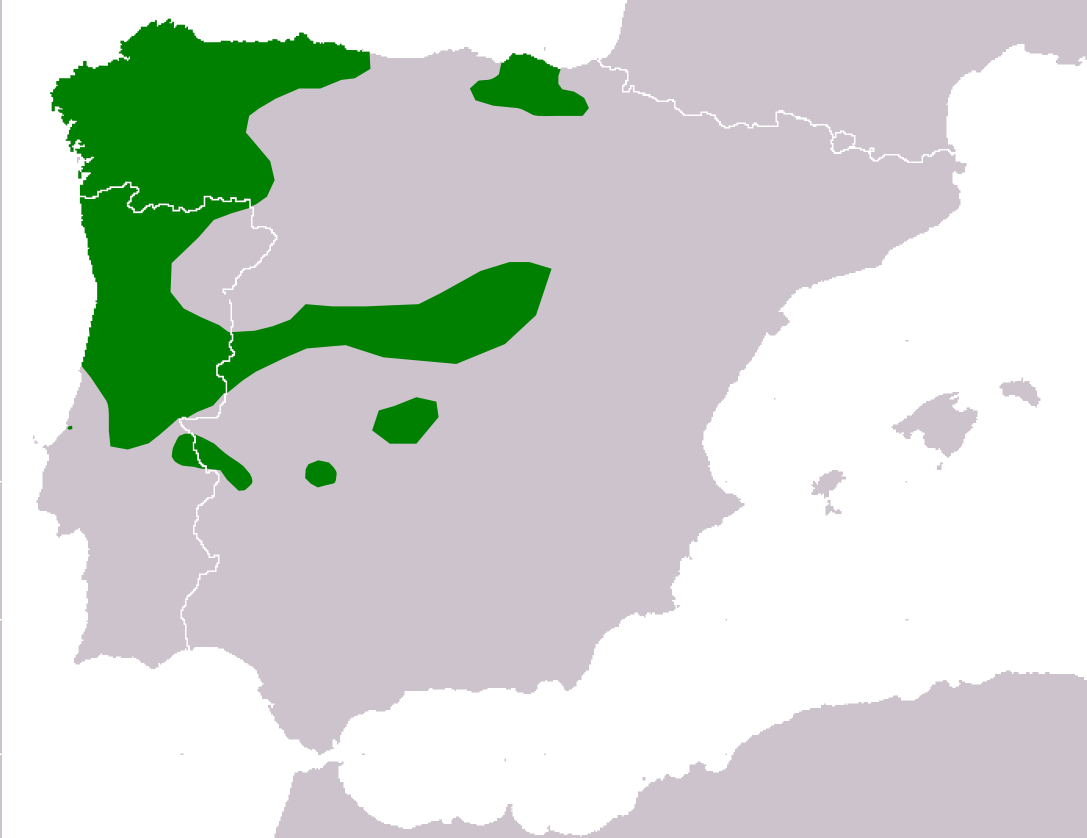
Ungefähres Verbreitungsgebiet des Spanischen Froschs

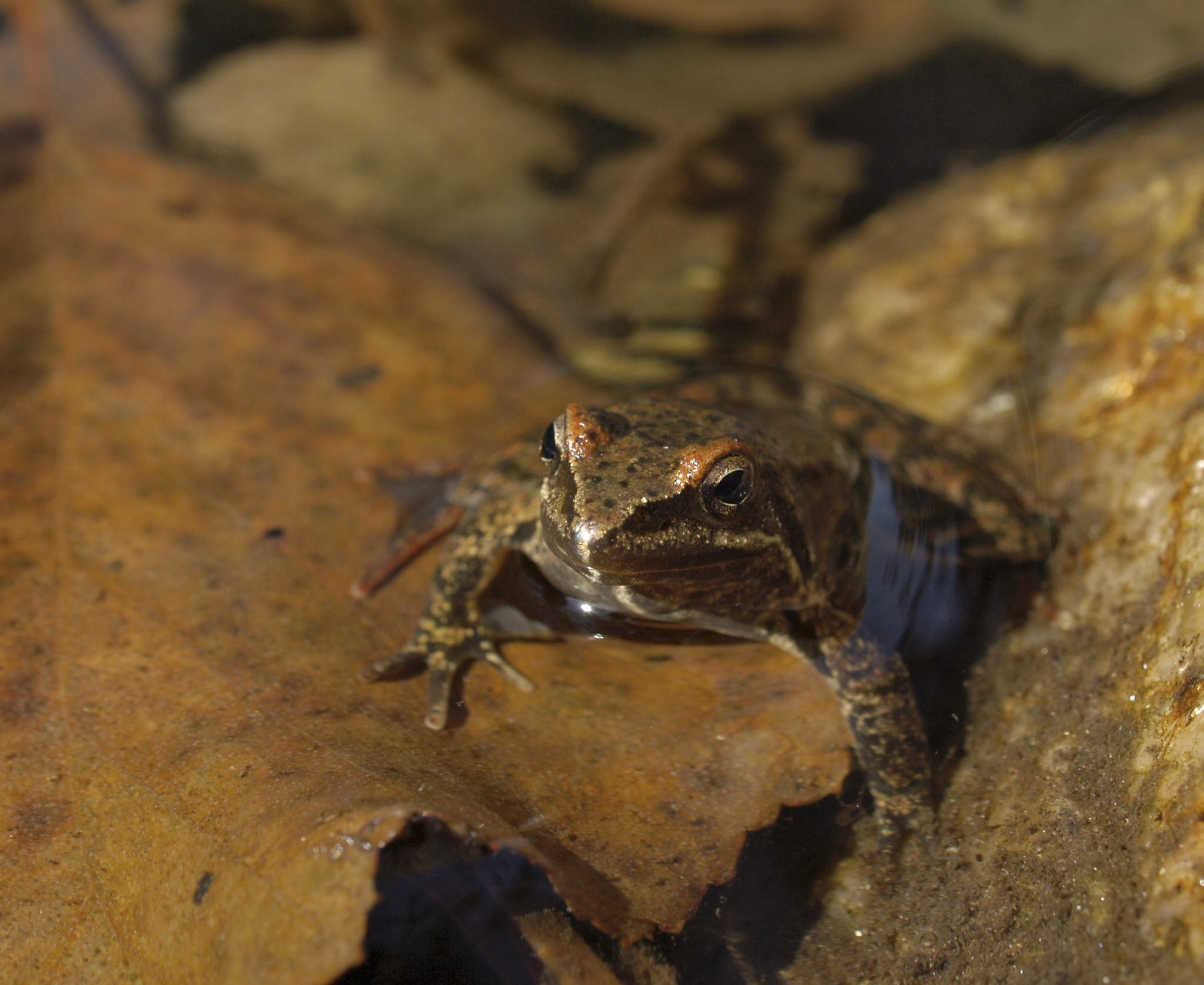
Spanischer Frosch (Rana iberica)

Das Verbreitungsgebiet des Spanischen Frosches beschränkt sich auf den Nordwesten der Iberischen Halbinsel und liegt auf spanischem und portugiesischem Staatsgebiet. Dabei kommt er in Höhen von 100 bis 2425 m (in der Sierra de Béjar in Zentralspanien) vor. Isolierte Populationen finden sich im Baskenland, den spanischen Zentralgebirgen, in der Extremadura sowie in Marinha Grande und Serra de São Mamede in Portugal. Meistens sind die Habitate durch Jahresniederschläge von mehr als 1000 mm gekennzeichnet.
Als Lebensraum bevorzugt der Frosch kühle Fließgewässer (besonders Bergbäche) in offenen Bergwäldern. Er besiedelt aber auch die Uferregionen verschiedener Gewässertypen innerhalb von Zwergstrauchformationen und Weidelandschaften.

## Lebensweise
Die Fortpflanzungszeit des Spanischen Frosches liegt in den Monaten November bis März, in höheren Lagen auch bis in den April, eventuell sogar bis in den Juli. In Zentralspanien wurden Laichaktivitäten im November und Dezember registriert. Der gallertige Laich wird in kleinen Ballen von 100 bis 450 Eiern nachts unter Steinen im Bachbett abgesetzt.

## Gefährdung
Der Spanische Frosch wird in der Roten Liste gefährdeter Arten der IUCN als Art der „Vorwarnliste“ („Near Threatened“, NT) eingestuft, da ein deutlicher Rückgang von allerdings weniger als 30 % innerhalb der letzten zehn Jahre festgestellt wurde. Die Hauptgefährdung für diese Art geht vom Lebensraumverlust aus, der durch die zunehmende Veränderung der Habitate durch Landwirtschaft und Besiedlung erfolgt.
Gesetzlicher Schutzstatus
- Fauna-Flora-Habitat-Richtlinie (FFH-RL): Anhang IV (streng geschützt)
- Bundesartenschutzverordnung (BArtSchV): besonders geschützt

## Zitierte Belege
1. 1 2  Rana iberica in der Roten Liste gefährdeter Arten der IUCN 2007. Eingestellt von: Tejedo, M., Bosch, J., Martínez-Solano, I., Salvador, A., García-París, M. & Gil, E.R., 2004. Abgerufen am 26. Juli 2008.